# Bergamotolie

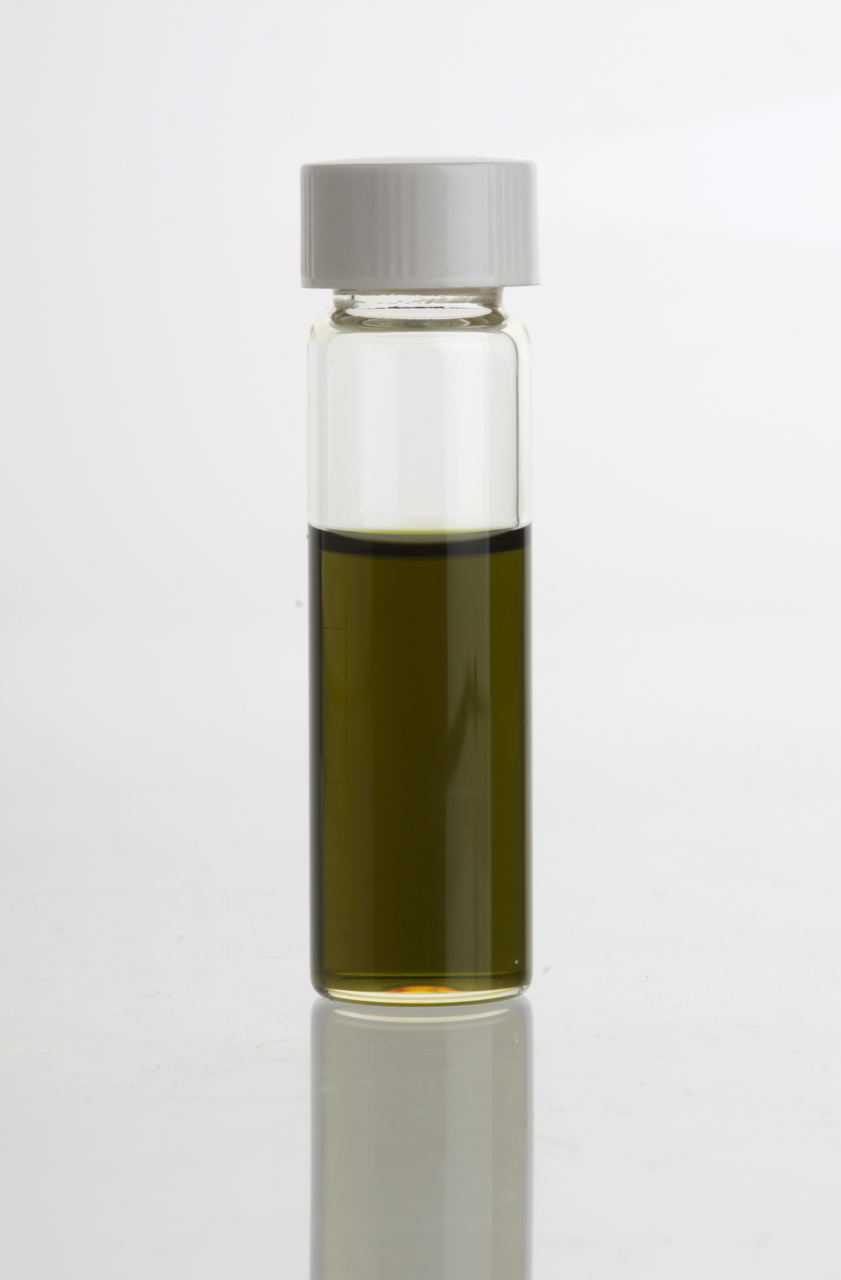
Bergamotolie

Bergamotolie is een etherische olie die uit de schil van de onrijpe vrucht van de bergamotboom Citrus bergamia wordt gewonnen, meestal door koude persing. Een enkele keer wordt de olie ook wel door stoomdestillatie gewonnen.
De etherische olie wordt veel gebruikt als geurstof in parfums en andere cosmetica. Het is een hoofdbestanddeel van eau de cologne en Fougère-parfums. Verder wordt het als smaakstof gebruikt, onder meer in earl grey thee. 
Bergamot olie is een van de vele stoffen die voor het denatureren van alcohol wordt gebruikt.
Daarnaast wordt het gebruikt in de aromatherapie.

## Eigenschappen
Bergamotolie is geel-groen van kleur. De hoofdbestanddelen zijn limoneen, linalylacetaat en linalool. Daarnaast bevat het o.a. α- en β-pineen, γ-terpineen en myrceen.
Door het hoge percentage limoneen en linalool kan gebruik van bergamotolie leiden tot een allergische reactie.
Doordat bergamotolie tot 5% furocoumarinen kan bevatten (hoofdzakelijk bergapteen) is de olie fototoxisch.